# Silvestraspis ficaria
Silvestraspis ficaria är en insektsart som beskrevs av Williams och Watson 1988. Silvestraspis ficaria ingår i släktet Silvestraspis och familjen pansarsköldlöss. Inga underarter finns listade i Catalogue of Life.